# Iwanhorod (obwód czernihowski)
Iwanhorod (Iwangród, ukr. Івангород) – wieś na Ukrainie w obwodzie czernihowskim, w rejonie iczniańskim, centrum silskiej rady. 
Miejscowość istniejąca w XVII w. nad brzegiem rzeki Oster. Na mapie Ukrainy de Beauplana wydanej w 1648 r. nad Osterem na południowy wschód od Niżyna widnieją położone obok siebie dwa punkty oznaczone jako Iwan Horodycze. Siedemnastowieczna Metryka Koronna zawiera kilka wpisów dotyczących królewszczyzny Iwan Horodyszcze w województwie czernihowskim:
- 5 maja 1625 r. – nadanie prawem lennym uroczyska Iwan Horodyszcze Samuelowi Pacowi;
- 23 marca 1636 r. – nadanie 400 włók między uroczyszczami Iwanhorod, Berzna, Bachmaty, Umbisze i Siwołoj Aleksandrowi Kossakowskiemu, chorążemu czernihowskiemu
- 7 lipca 1636 r. – nadanie 200 włók w dobrach Iwan-Horodyszcze i Krupiczpole Janowi i Dominikowi Pacom (synom wspomnianego Samuela);
- 24 września 1658 r. – nadanie lenna na dobra Iwan horodyszcze po śmierci Mikołaja Firleja, kasztelana chełmskiego Samuelowi Firlejowi z Dąbrowicy Broniewskiemu, podkomorzemu czernihowskiemu, i jego potomkom[1].

Obecnie we wsi znajduje się muzeum Nikołaja Gaya, rosyjskiego malarza, pieriedwiżnika, który mieszkał w pobliskim chutorze Iwanowski (dziś wieś Szewczenka).